# بين إليس (لاعب كرة قاعدة)
بين إليس (بالإنجليزية: Ben Ellis)‏ هو لاعب كرة قاعدة أمريكي، ولد في 1870 في نيويورك في الولايات المتحدة، وتوفي في 26 يوليو 1931 في سكنيكتادي في الولايات المتحدة.